# Beckley (Wirginia Zachodnia)

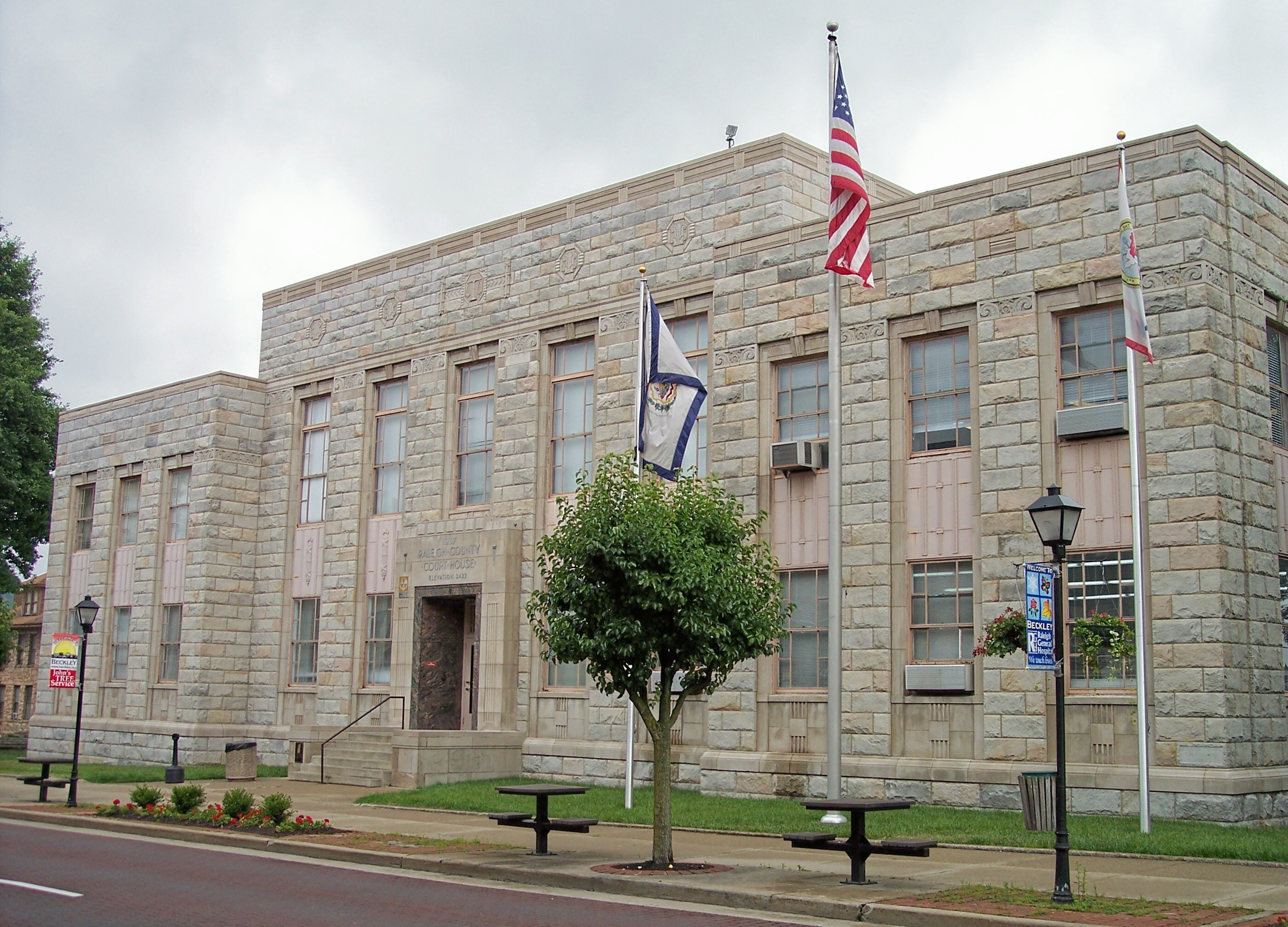
Budynek Sądu w Beckley

Beckley – miasto w Stanach Zjednoczonych w stanie Wirginia Zachodnia. Według spisu w 2020 roku liczy 17,3 tys. mieszkańców i jest 9. co do wielkości miastem Wirginii Zachodniej.
Miasto założone 4 kwietnia 1838, nazwa pochodzi od Johna Beckleya. Znajdują się tutaj dwa uniwersytety "Mountain State University" i "Concord University". Przez Beckley przebiegają autostrady: I64 i I77.

## Demografia
Według danych z 2000 roku mieszkało 17 254 osób i znajdowało się 7 651 gospodarstw domowych i 4 590 rodzin. Średnia wieku w mieście to 42 lata. Na 100 kobiet przypada 77,1 mężczyzn.
Skład etniczny:
- Biali 73,64%,
- Afroamerykanie 22,89%,
- Indianie 0,14%,
- inne 3,4%

Grupy wiekowe:
- 0-18 lat: 21,8%
- 18-24 lat: 8,3%
- 25-44 lat: 25,3%
- od 45 wzwyż: 44,6%

## Związani z miastem
- Tom Carper, Senator.
- Little Jimmy Dickens, wokalista.
- Jon McBride, astronauta.
- Nick Rahall, amerykański polityk, członek Partii Demokratycznej.
- Chris Sarandon, aktor.
- Morgan Spurlock, producent telewizyjny.
- Bill Withers, wokalista.